# Arnett Gardens FC
Arnett Gardens FC ist ein Fußballverein aus der jamaikanischen Hauptstadt Kingston. Der Verein, der derzeit in der Jamaica Premier League antritt, der höchsten Spielklasse der Jamaica Football Federation, dem nationalen Fußballverband Jamaikas, konnte in seiner Historie bereits fünfmal die jamaikanische Meisterschaft gewinnen und wurde darüber hinaus noch viermal Vizemeister.

## Erfolge
- Jamaica Premier League: 1977/78, 2000/01, 2001/02, 2014/15, 2016/17